# Església de l'Immaculat Cor de Maria (Sabadell)
L'Església de l'Immaculat Cor de Maria, popularment coneguda com els Padres, és un santuari i temple pertanyent a l'ordre dels Fills del Cor de Maria construït entre 1831 i 1832 al barri del Centre de Sabadell, al Vallès Occidental. Depèn de la diòcesi o Bisbat de Terrassa, creat com a segregació de l'Arquebisbat de Barcelona, que, al seu torn, pertany a la província eclesiàstica de Barcelona.

## Història
L'any 1899 els missioners claretians arriben a Sabadell i l'antiga església dels Escolapis de Sabadell (anomenada popularment Església dels Padres), passa a mans claretianes, anomenant-se definitivament Església de l'Immaculat Cor de Maria. Des de llavors l'església va quedar vinculada als actes religiosos del Col·legi Claret de Sabadell i de la ciutat.
Està situada entre el carrer de Sant Antoni Maria Claret (entrada posterior), en honor del fundador dels claretians, i la plaça del Doctor Robert, núm. 3 (entrada principal).
Tot i que les obres havien començat el 3 de gener de 1831, la col·locació de la primera pedra de l'església no es va dur a terme fins al 7 de març del mateix any, sent beneïda pel pare Tomàs Miret. Finalment l'edifici fou inaugurat oficialment el 9 de setembre de 1832, quan s'hi va traslladar el Santíssim (el temple havia estat beneït el 8 de setembre). El finançament del temple fou fruit de la súplica dels escolapis arran d'una visita de Ferran VII i la seva esposa Maria Josepa de Saxònia a Sabadell l'any 1828. La subvenció, que fou concedida pel Reial Patrimoni el 22 de gener de 1829, va ser de 480.000 rals.
El dia 20 de juliol de 1936, en ple esclat de la Guerra Civil Espanyola, com altres temples de la ciutat, l'església fou incendiada junt amb imatges i altres objectes de culte. Conté en el seu interior les restes de Josep Reixach Reguer, Josep Cardona Dalmases i Mateu Casals Mas.

## Arquitectura

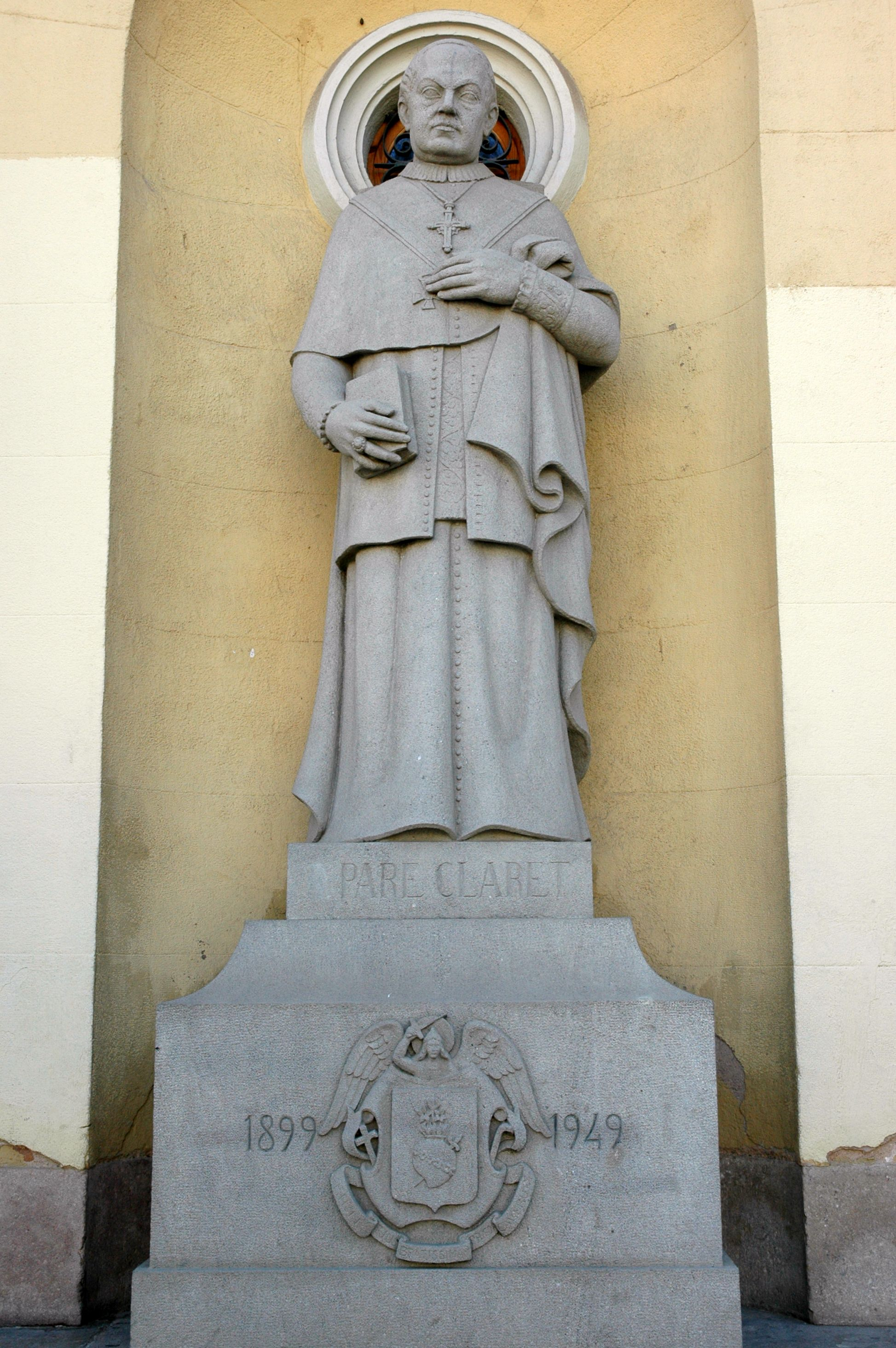
Escultura de l'any 1949 del Pare Claret (1807-1870) a la façana principal.

L'església, d'estil neoclàssic amb interior barroc, és obra de l'arquitecte Antoni Cellers i Azcona. La planta és ovalada i d'una sola nau. Està coberta per una cúpula esglaonada proveïda de lluerna. El conjunt arquitectònic recorda a la Real Basílica de San Francisco el Grande de Madrid.
La façana del temple s'eleva sobre un gran basament en el qual hi trobem quatre col·losals columnes jòniques que suporten un gran arc serlià, que centra la composició i correspon a l'àtic. Sota l'arc hi trobem la inscripció llatina bíblica «Ave Gratia Plena» (Alegra't, plena de gràcia) (Lluc 1,28). Entre les columnes hi ha dues fornícules laterals que allotjen escultures de l'autor Camil Fàbregas Dalmau, col·locades l'any 1949 en honor del 50è aniversari de l'arribada dels claretians a la ciutat, que representen Sant Antoni Maria Claret (banda esquerra) i el doctor Fèlix Sardà i Salvany (banda dreta).
A la part superior de la façana hi trobem dos medallons decorats amb relleus: el de la dreta representa l'aparició de la Verge Maria amb el nen Jesús a Sant Josep de Calassanç, fundador de les Escoles Pies, presidint missa; el de l'esquerra simbolitza el rei Ferran VII entregant l'església la qual reben els pares Escolapis i els alumnes. Finalment dues grans làpides, una a sota de cada medalló, esmenten el rei Ferran VII, l'arquitecte Antoni Cellers i Azcona i l'any de la construcció del temple, el 1831.
A l'interior hi havia grans composicions pictòriques que representaven la Sagrada Família, el Naixement, Sant Agustí, Sant Tomàs i Sant Ferran, obra dels pintors Salvador Mayol i Adrià Ferran.